# Дятел пухнастий
Дятел пухнастий (Dryobates pubescens) є одним з видів трипалих дятлів Нового Світу, найменший у Північній Америці.

## Опис
Дорослі дятли пухнасті за розміром найменші серед дятлів Північної Америки, але в інших країнах є багато дрібних дятлів. Загальна довжина особини цього виду складає від 14 до 18 см при розмаху крил від 25 до 31 см. Маса тіла коливається від 20 до 33 г. Стандартні розміри такі: хорда крила становить 8,5-10 см, хвоста 4-6 см, дзьоб 1-1,8 см і лапа 1,1- 1,7 см Пухнастий дятел має переважно чорне забарвлення на верхній стороні тіла і крил, з білою смугою на спині, білим горлом і черевом і білими плямами на крилах. Є біла смуга над оком і нижче. У них чорний хвіст з білими зовнішніми перами, на яких є чорні плямки. Дорослі самці мають червону пляму—"шапочку" на потилиці, яка проявляється вже в молодих птахів.
Пухнастий дятел практично ідентичний малюнком оперення з більшим дятлом волохатим (Leuconotopicus villosus), але його можна відрізнити від волохатого наявністю чорних плям на його білих перах хвоста і за довжиною його дзьоба. Дзьоб пухнастого дятла багато коротший, аніж його голова, в той час як дзьоб волохатого дятла приблизно дорівнює довжині голови.
Пухнастий дятел видає ряд вокалізацій, в тому числі короткий голосний поклик «пік». Як і інші дятли, він також видає барабанний звук своїм дзьобом, довбаючи дерево. Порівняно з іншими північноамериканськими видами його барабанний дріб повільніший.

## Систематика
Незважаючи на їх близьку схожість, пухнастий і волохатий дятли не надто тісно споріднені, і в 2015 Міжнародне орнітологічне товариство віднесло їх до різних родів; таким чином зовнішня схожість є яскравим прикладом конвергентної еволюції. Чому вони розвивалися саме так, важко сказати з певністю, тим більше що часті продукти їхнього споживання розрізняються за розміром і тому вони не надто конкурують в екологічному плані.

## Екологія і поведінка
Пухнасті дятли природно поширені в лісах Північної Америки, переважно листяних. Їх ареал охоплює більшу частину Сполучених Штатів і Канади, крім пустелі південного заходу і тундри на півночі. Будучи радше постійними мешканцями звичних їм угідь, північні птахи взимку можуть мігрувати дещо на південь; птахи в гірських районах можуть переміститися на нижчі висоти.
Пухнасті дятли гніздяться в дуплах, видовбаних гніздовою парою у стовбурах або великих відмерлих гілках дерев. Взимку вони гніздяться також у дуплах. Пухові дятли харчуються на деревах, обшукуючи поверхню кори влітку і довбаючи глибше в зимовий час. Вони головним чином їдять комах, а також насіння і ягоди. Взимку пухнастих дятлів особливо часто можна зустріти на ділянках коло людського житла, де є великі дерева. Там вони можуть охоче поїдати сало з сітчастих годівниць, зерно та очищений арахіс.

## Галерея

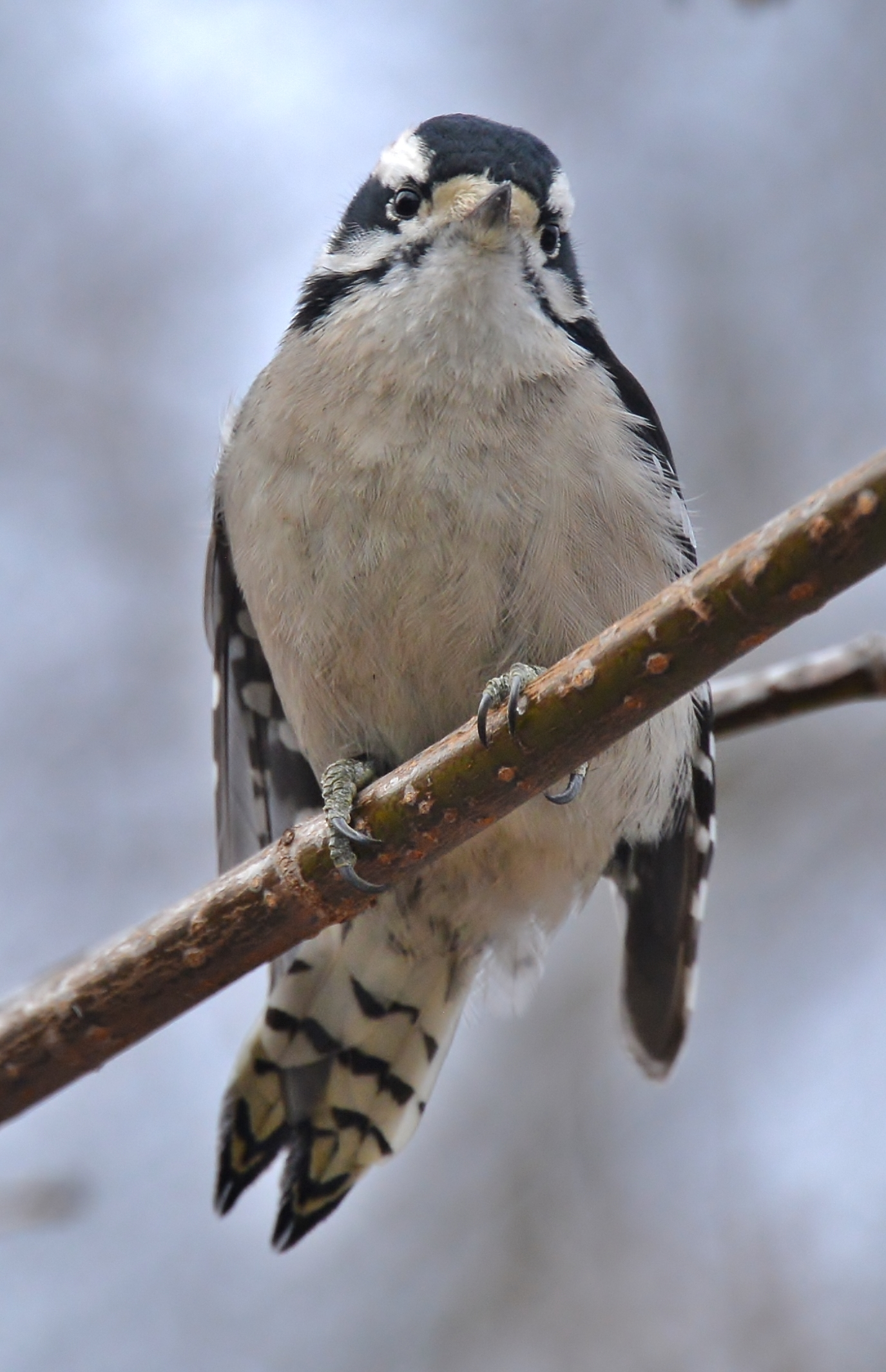
Виразні темні смуги на нижній стороні хвоста
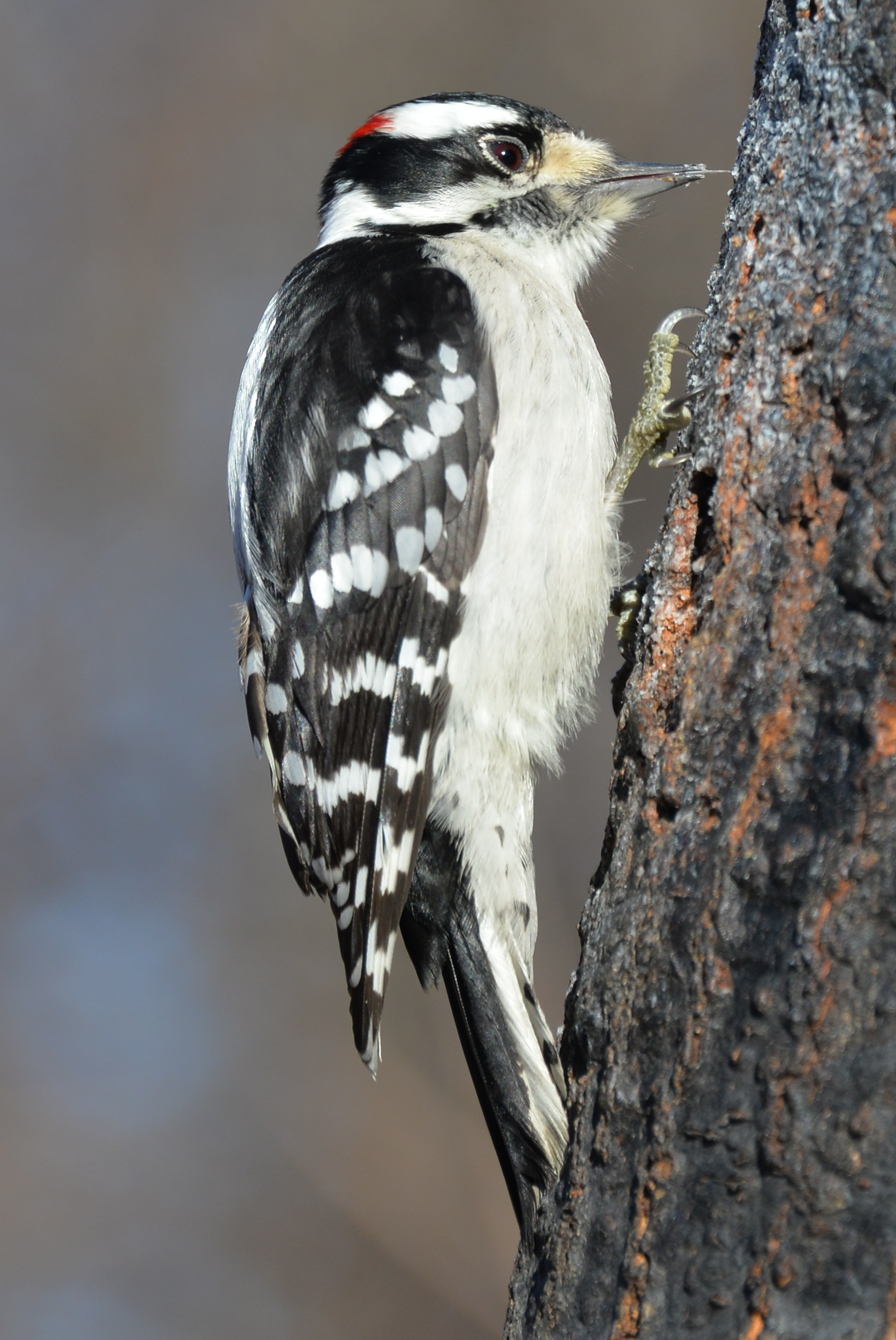
Дятел дістає їжу довгим язиком
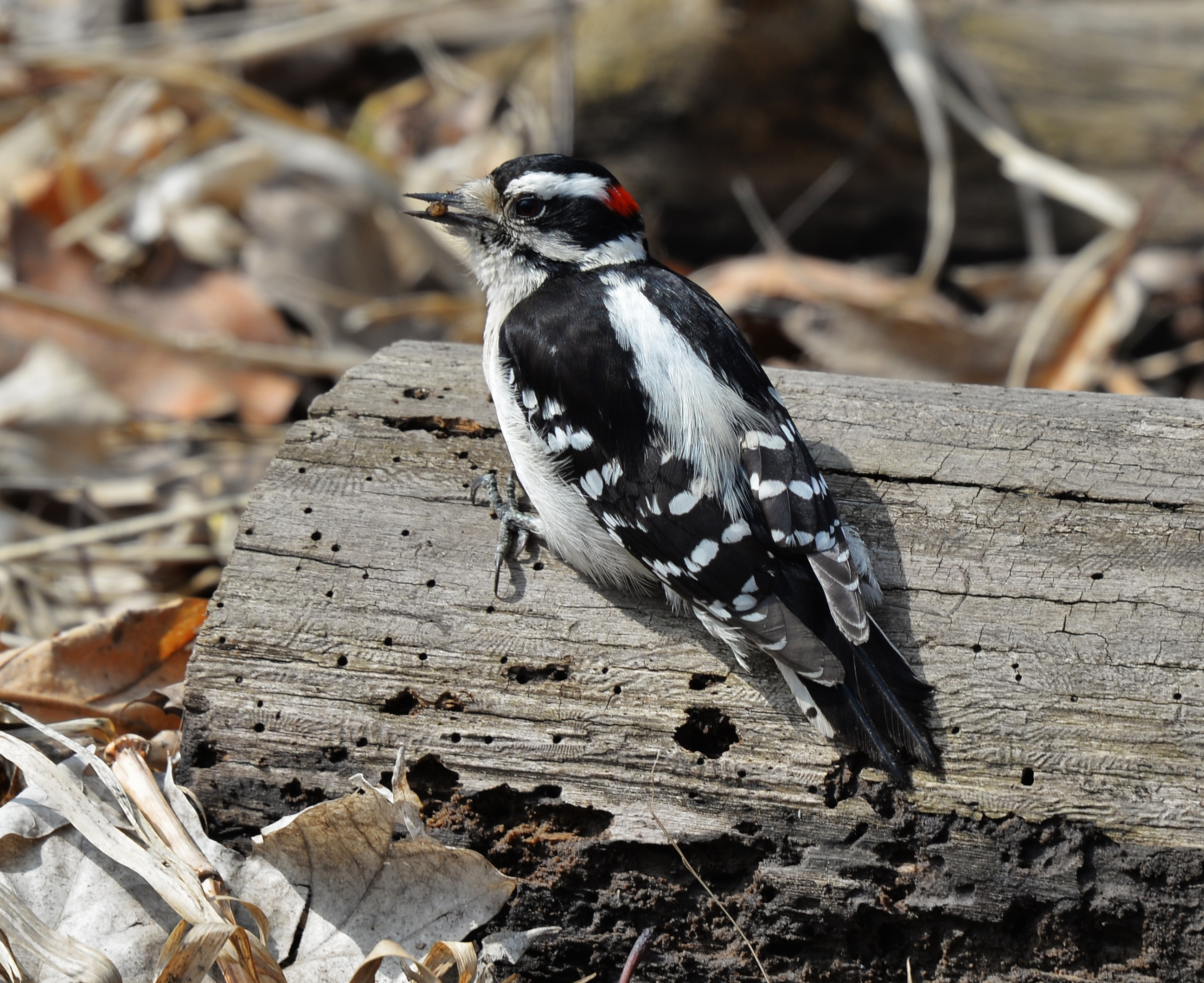
Личинки і комахи, видобуті з трухлявої деревини, є цінним джерелом білків
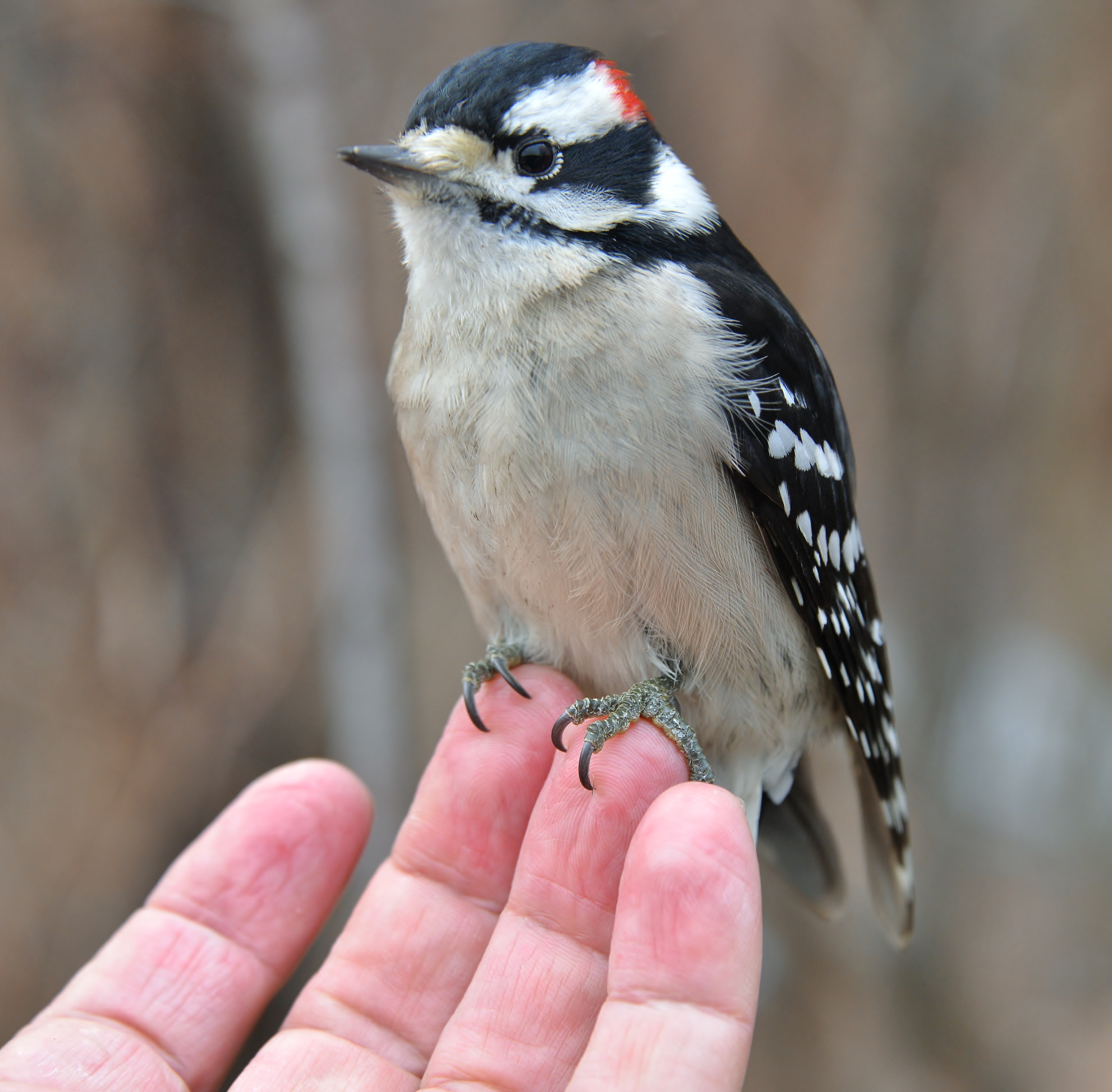
В зимову пору птах може перебороти страх і прийти за поживою до людини